# Badminton Association Tournament 1899
Badminton Association Tournament 1899 var en badmintonturnering, der blev spillet i London Scottish Rifles' hovedkvarter i London, Storbritannien i 1899. Det var den første udgave af All England-mesterskaberne, og der blev afviklet tre turneringer: herredouble, damedouble og mixed double. Herresingle- og damesinglemesterskaberne blev først afviklet fra 1900.
Herredoublemesterskabet blev vundet af D.W. Oakes og Stewart Marsden Massey, som i finalen besejrede oberst Ian M. Campbell og L. Hanson.
I damedoublerækken sejrede Mary Violet Graeme og Muriel Lucas i finalen over Ethel B. Thomson og I. Theobald.
Mixed double-finalen blev vundet af D.W. Oakes og Daisey St.John, som vandt over W.L.Lincoln og Collins.